# Compagnie Africaine d'Aviation
Compagnie Africaine d'Aviation (CAA) es una aerolínea congoleña con base en Kinshasa. Fue fundada en 1992 y efectúa vuelos de pasajeros y carga a ocho destinos domésticos. Su base de operaciones principal es el Aeropuerto Internacional de Kinshasa. La aerolínea se encuentra en la lista de aerolíneas prohibidas en la Unión Europea.

## Destinos
Compagnie Africaine d'Aviation efectúa vuelos regulares a los siguientes destinos domésticos regulares:
| Ciudad     | IATA | ICAO | Aeropuerto                             | Ref | Notas |
| ---------- | ---- | ---- | -------------------------------------- | --- | ----- |
| Entebbe    | EBB  | HUEN | Aeropuerto Internacional de Entebbe    |     |       |
| Goma       | GOM  | FZNA | Aeropuerto Internacional de Goma       |     |       |
| Kananga    | KGA  | FZUA | Aeropuerto de Kananga                  |     |       |
| Kindu      | KND  | FZOA | Aeropuerto de Kindu                    |     |       |
| Kinshasa   | FIH  | FZAA | Aeropuerto Internacional de Kinshasa   |     | Hub   |
| Kisangani  | FKI  | FZIC | Aeropuerto Internacional Bangoka       |     |       |
| Lubumbashi | FBM  | FZQA | Aeropuerto Internacional de Lubumbashi |     |       |
| Mbandaka   | MDK  | FZEA | Aeropuerto de Mbandaka                 |     |       |
| Mbuji-Mayi | MJM  | FZWA | Aeropuerto de Mbuji Mayi               |     |       |

| † | Base de operaciones |

## Flota

### Flota Actual
En octubre de 2023, la flota de Compagnie Africaine d'Aviation se compone de las siguientes aeronaves con una media de edad de 20,6 años:

## Accidentes e incidentes
El 19 de noviembre de 2009, el vuelo 3711, operado por el McDonnell Douglas MD-82 9Q-CAB se salió de pista durante el aterrizaje en el Aeropuerto Internacional de Goma, sufriendo algunos daños menores. La zona donde se salió estaba contaminada con lava solidificada. El 2 de enero de 2010, el Boeing 727-231F 9Q-CAA sufrió algunos daños cuando se salió por un lateral de pista en el Aeropuerto Internacional de Kinshasa, Kinshasha. El avión fue posteriormente declarado como irreparable. Sin embargo, C.A.A. continúa siendo la única aerolínea congoleña que nunca ha sufrido ningún accidente fatal.
A partir del 5 de septiembre de 2015 la compañía KORONGO ha cesado sus actividades,por lo que Compagnie Africaine d'Aviation encontrará mayor demanda de usuarios en sus vuelos entre Kinshasa y Lubumbashi.